# Poradów (Natura 2000)

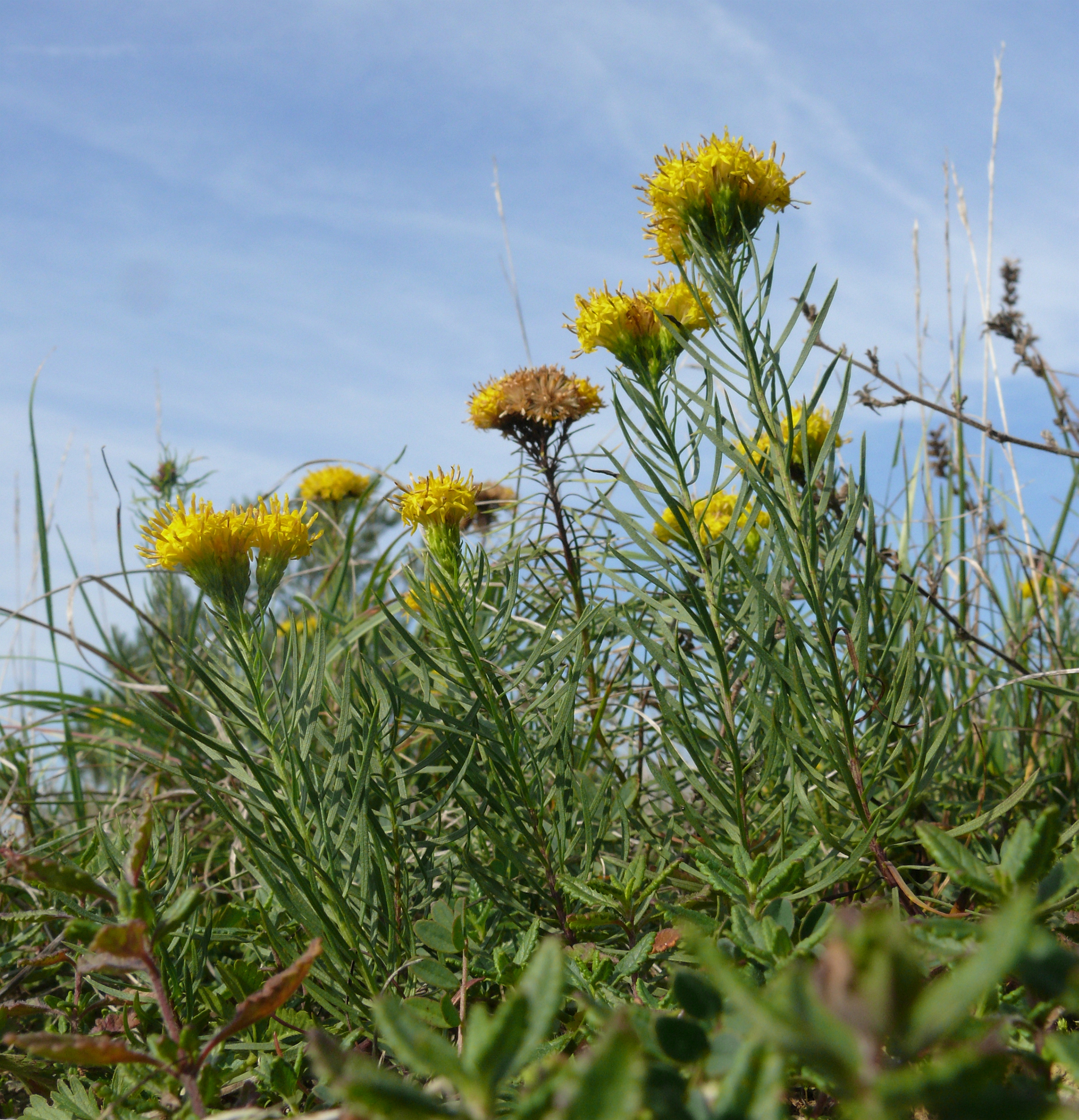
Ożota zwyczajna

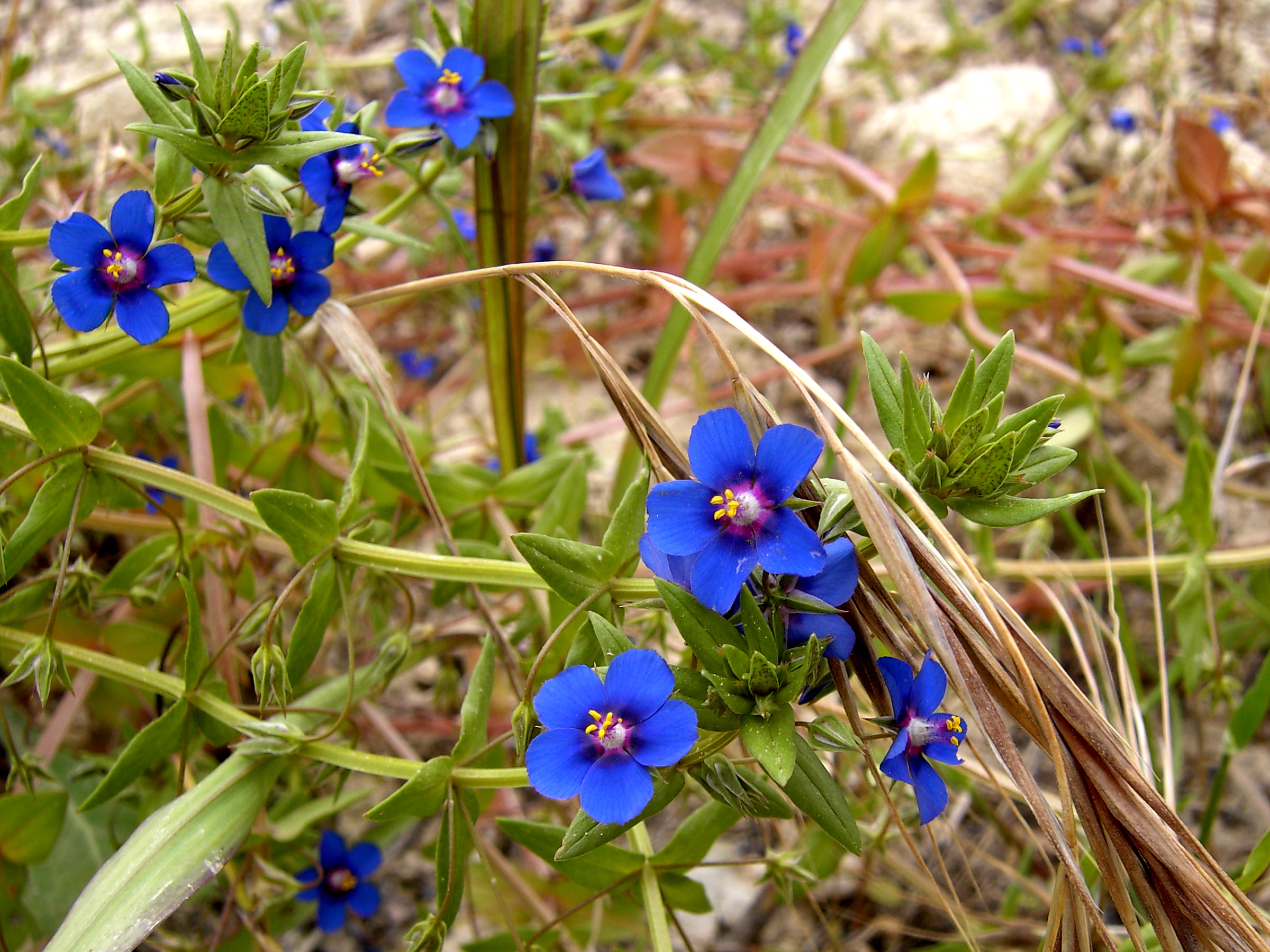
Kurzyślad błękitny

Poradów (PLH120072) – projektowany specjalny obszar ochrony siedlisk, aktualnie obszar mający znaczenie dla Wspólnoty, położony na Wyżynie Miechowskiej, na terenie gminy Miechów, między Poradowem a Parkoszowicami, o powierzchni 11,3 ha. Leży w obrębie Obszaru Chronionego Krajobrazu Wyżyny Miechowskiej.
W obszarze podlegają ochronie trzy siedliska z załącznika I dyrektywy siedliskowej:
- zarośla jałowca pospoliego na murawach
- murawa kserotermiczna (Inuletum ensifoliae)
- grąd (Tilio-Carpinetum)

Występują tu liczne gatunki roślin objętych ochroną gatunkową lub zagrożonych:
- miłek letni (Adonis aestivalis)
- miłek wiosenny (Adonis vernalis)
- kurzyślad błękitny (Anagallis foemina)
- zawilec wielkokwiatowy (Anemone sylvestris)
- kopytnik pospolity (Asarum europaeum)
- aster gawędka (Aster amellus)
- ożota zwyczajna (Galatella linosyris)
- dzwonek syberyjski (Campanula sibirica)
- dziewięćsił bezłodygowy (Carlina acaulis)
- centuria pospolita (Centaurium erythraea)
- buławnik wielkokwiatowy (Cephalanthera damasonium)
- konwalia majowa (Convallaria majalis)
- kruszczyk rdzawoczerwony (Epipactis atrorubens)
- kruszczyk szerokolistny (Epipactis helleborine)
- kruszyna pospolita (Frangula alnus)
- goryczka krzyżowa (Gentiana cruciata)
- len złocisty (Linum flavum)
- wilżyna bezbronna (Ononis arvensis)
- storczyk kukawka (Orchis militaris)
- podkolan biały (Platanthera bifolia)
- pierwiosnek lekarski (Primula veris)
- kalina koralowa (Viburnum opulus)